# Okręg Vallemaggia
Vallemaggia (wł. Distretto di Vallemaggia, hist. Landvogtei Maiental) – okręg w Szwajcarii, w kantonie Ticino. Siedziba okręgu znajduje się w miejscowości Cevio.  
Okręg składa się z trzech powiatów (circolo), w skład których wchodzi osiem gmin (comune) o powierzchni 569,37 km² i o liczbie mieszkańców 5 925.

## Powiaty
1. Lavizzara
2. Maggia
3. Rovana